# Israëlische parlementsverkiezingen 2019 (april)
De Israëlische parlementsverkiezingen van 9 april 2019 waren de verkiezingen, waarin de honderdtwintig leden van de 21e Knesset werden gekozen. De verkiezingen waren ongeveer zeven maanden vervroegd. De Likud en Blauw en Wit werden de grootste partijen met beide 35 zetels, maar de Likud had de meeste kans om coalitie te vormen omdat de rechtse partijen en de ultra-orthodoxe partijen samen een meerderheid van 65 zetels hebben en Netanyahu steunden. Toch stelden Shas en VTJ enerzijds en Israel Beitenu anderzijds tegengestelde voorwaarden voor deelname aan de coalitie, met name inzake het wetsvoorstel over de dienstplicht. Het lukte Netanyahu daarom niet om een meerderheid te vormen en op woensdag 29 mei 2019 stemde de Knesset voor de ontbinding van de 21e Knesset en werden nieuwe verkiezingen op 17 september 2019 aangekondigd.

## Tijdschema
17 februari 2019: Laatste dag voor de registratie van deelnemende politieke partijen

20 en 21 februari 2019: De dagen voor het indienen van de kandidatenlijsten

9 april 2019: De Israëlische parlementsverkiezingenverkiezingen van april 2019

## Nieuwe Israëlische politieke partijen
Er waren voor de verkiezingen van 2019 een paar nieuwe partijen opgericht: 
- Veerkracht voor Israël. Benny Gantz (van 2011 tot 2015 opperbevelhebber van het Israëlische leger) heeft een nieuwe partij opgericht, Hosen LeJisrael (Veerkracht voor Israël). De nieuwe partij zou volgens peilingen wel 10 à 16 zetels in de Knesset kunnen behalen.[1] Op 21 februari werd deze partij deel van Blauw en Wit
- Nieuw Rechts. Naftali Bennett en Ayelet Shaked hebben Het Joodse Huis verlaten en ook een nieuwe partij opgericht: Nieuw Rechts (Yamin Ḥadash). Nieuw Rechts streeft een coalitie met Likud na. Het is tegen de vorming van een Palestijnse staat en komt op voor de belangen van Joodse inwoners van Judea en Samaria. Deze partij haalde de kiesdrempel niet, terwijl de peilingen hadden voorspeld dat ze de drempel wel zou halen.
- Telem is de nieuwe partij die Moshe Ya'alon, voormalig minister van Defensie (2013-2016), heeft opgericht. Hij zei dat hij Israël weer rechts wil maken.[2] Op 21 februari werd deze partij deel van Blauw en Wit.
- Zehut is een nieuwe partij opgericht door oud-Likudminister Moshe Feiglin. Zehut is voor de annexatie van de Westelijke Jordaanoever, vrij wapenbezit, de onmiddellijke bouw van de derde tempel en de legalisering van marihuana. Vooral dit laatste maakt hem populair en volgens de peilingen maakte hij wel kans op 4 à 7 zetels in de Knesset.[3][4] Deze voorspelling bleek niet uit te komen, want Zehut haalde de kiesdrempel niet.

## Opzegging(en) van politieke samenwerking
- De samenwerking van de Arbeidspartij met de Beweging in de lijst het Zionistische Kamp, werd op 1 januari 2019, tijdens een vergadering van het Zionistische Kamp, door diens voorzitter Avi Gabbai opgezegd. Avi Gabbai verklaarde later op die dag dat hij nu samenwerking met Benny Gantz zocht. Benny Gantz zou eerder niet met de Zionistische Unie hebben willen samenwerken, omdat hij Tzipi Livni (de Beweging, Hebreeuws: ha-Tnuah) te links vond.[5] Nadat diverse peilingen voorspeld hadden dat HaTnuah de kiesdrempel van 3,25% niet zou halen, kondigde Tzipi Livni maandag 18 februari 2019 aan dat HaTnuah niet mee zou doen aan de verkiezingen van 2019 en dat ze zelf na de verkiezingen de politiek zou verlaten.[6]
- Ahmed Tibi (Ta'al) deed in 2019 niet mee aan de Arabische Gezamenlijke Lijst van vier partijen van 2015. Hadash en Ta'al vormden bij deze verkiezingen samen een gezamenlijke lijst.

## Nieuwe allianties
- Iḥud Miflagot ha-Yamin (Unie van Rechtse Partijen)

Woensdag 20 februari besloot het Joodse Huis om met Otzma Yehudit te fuseren onder de nieuwe naam Iḥud Miflagot ha-Yamin (Unie van Rechtse Partijen). De besprekingen werden gesteund door Benjamin Netanyahu, die het ministerie van Onderwijs en dat van Huisvesting aan deze partij beloofde en de 28e plaats op de Likoedlijst, die Netanyahu zelf kan kiezen, aan het Knessetlid Eli Ben Dahan van het Joodse Huis te schenken.
- Blauw en Wit

Op donderdag 21 februari 2019 maakten Yair Lapid, Benny Gantz, Moshe Ya'alon en Gabi Ashkenazi bekend dat Yesh Atid, Hosen LeJisrael en Telem met een gezamenlijke lijst, Blauw en Wit (de kleuren van de Israëlische vlag) deelnemen aan de verkiezingen. Benny Gantz werd de lijsttrekker, daarna stonden achtereenvolgens Yair Lapid, Moshe Ya'alon en Gabi Ashkenazi op de lijst. Yair Lapid vertelde zaterdag, 23 februari, in een interview met channel 12, dat hij voor de samenwerking met Benny Gantz besloten had om de Kahanisme (van Otsma Jehudit) te stoppen.

## Resultaten
| Symbool                                                | Lijst                                                                     | Stemmen   | %      | Zetels | +/–   |
| ------------------------------------------------------ | ------------------------------------------------------------------------- | --------- | ------ | ------ | ----- |
| מחל                                                    | Likoed onder leiderschap van Benjamin Netanyahu als minister-president    | 1.140.370 | 26,46% | 35     | +5    |
| פה                                                     | Blauw en Wit geleid door Benny Gantz en Yair Lapid                        | 1.125.881 | 26,13% | 35     | +24   |
| שס                                                     | De Thora-Nalevende Sefaradiem - de beweging van Rabbijn Ovadia Yosef ZT"L | 258.275   | 5,99%  | 8      | +1    |
| ג                                                      | Verenigd Thora-Jodendom voor Sjabbat - Agudat Yisrael - Degel Hatorah     | 249.049   | 5,78%  | 8      | +2    |
| ום                                                     | Hadash-Ta'al geleid door Ayman Odeh en Ahmed Tibi                         | 193.442   | 4,49%  | 6      | 0     |
| אמת                                                    | Arbeidspartij geleid door Avi Gabbay                                      | 190.870   | 4,43%  | 6      | –13   |
| ל                                                      | Yisrael Beiteinu geleid door Avigdor Lieberman                            | 173.004   | 4,01%  | 5      | –1    |
| טב                                                     | Unie van Rechtse Partijen (Het Joodse Huis - Tkoema - Otsma Jehudit)      | 159.468   | 3,70%  | 5      | –3    |
| מרצ                                                    | Meretz - Israëlisch links                                                 | 156.473   | 3,63%  | 4      | –1    |
| כ                                                      | Kulanu - rechts met gezond verstand geleid door Moshe Kahlon              | 152.756   | 3,54%  | 4      | –6    |
| דעם                                                    | Ra'am - Balad - Nationaal-Democratische Alliantie                         | 143.666   | 3,33%  | 4      | –3    |
| Partijen die kiesdrempel van 3,25% niet hebben behaald |                                                                           |           |        |        |       |
| נ                                                      | Nieuw Rechts geleid door Shaked en Bennett                                | 138.598   | 3,22%  | 0      | Nieuw |
| ז                                                      | Zehut - een Israëlisch-Joodse beweging geleid door Moshe Feiglin          | 118.031   | 2,74%  | 0      | Nieuw |
| נר                                                     | Gesher geleid door Orly Levy-Abekasis                                     | 74.701    | 1,73%  | 0      | Nieuw |
| ן                                                      | Betach - Sociale Zekerheid                                                | 4.618     | 0,11%  | 0      | Nieuw |
| ר                                                      | De Arabische lijst onder leiding van Muhammad Canaan                      | 4.135     | 0,10%  | 0      | 0     |
| צק                                                     | Sociale Rechtvaardigheid                                                  | 3.843     | 0,09%  | 0      | Nieuw |
| נץ                                                     | Schild - geleid door Gal Hirsch                                           | 3.394     | 0,08%  | 0      | Nieuw |
| ק                                                      | Gerechtigdheid voor Allen - de tijd is gekomen voor mens, dier en Aarde   | 3.281     | 0,08%  | 0      | Nieuw |
| זץ                                                     | Oren Hazan leidt "Tsomet"                                                 | 2.417     | 0,06%  | 0      | Nieuw |
| י                                                      | Eerlijkheid - Echte Democratie                                            | 1.438     | 0,03%  | 0      | Nieuw |
| נז                                                     | Onze Rechten in Onze Stem                                                 | 1.316     | 0,03%  | 0      | Nieuw |
| זי                                                     | Partij van de Senioren                                                    | 1.168     | 0,03%  | 0      | Nieuw |
| קף                                                     | Heel Israël is Onze Broederschap - Actie voor Israël                      | 1.140     | 0,03%  | 0      | Nieuw |
| ףז                                                     | De Piraten - op weg naar de internetdemocratie stemmend voor schijt       | 819       | 0,02%  | 0      | 0     |
| ףי                                                     | Eenvoudige liefde - omdat we allemaal mensen zijn                         | 733       | 0,02%  | 0      | Nieuw |
| קי                                                     | Ons Land Israël                                                           | 701       | 0,02%  | 0      | Nieuw |
| ףץ                                                     | Na Nach - De Staatslijst - Hef je hoofd op                                | 624       | 0,01%  | 0      | 0     |
| קן                                                     | Mehathala-partij                                                          | 603       | 0,01%  | 0      | Nieuw |
| ךק                                                     | Hoop voor Verandering                                                     | 562       | 0,01%  | 0      | 0     |
| ץ                                                      | Groene Economie Eén Land                                                  | 556       | 0,01%  | 0      | 0     |
| ףך                                                     | Steun voor Onderwijs                                                      | 518       | 0,01%  | 0      | Nieuw |
| יץ                                                     | Verantwoordelijkheid voor de oprichters geleid door Haim Dayan            | 428       | 0,01%  | 0      | Nieuw |
| ןך                                                     | Menselijke Waardigheid                                                    | 404       | 0,01%  | 0      | Nieuw |
| ףנ                                                     | Gelijkwaardigheid                                                         | 401       | 0,01%  | 0      | Nieuw |
| ןנ                                                     | Sociaal Leiderschap                                                       | 385       | 0,01%  | 0      | Nieuw |
| ץי                                                     | Jij en ik - de Israëlische Volkspartij onder leiding van Dr. Alon Giladi  | 368       | 0,01%  | 0      | Nieuw |
| יז                                                     | Blok van de Bijbel                                                        | 353       | 0,01%  | 0      | Nieuw |
| ין                                                     | Verenigde Unie van Bondgenoten geleid door kapitein Bishara Shilyan       | 265       | 0,01%  | 0      | Nieuw |
| זך                                                     | Brit Olam                                                                 | 216       | 0,01%  | 0      | 0     |
| Ongeldige stemmen                                      | Ongeldige stemmen                                                         | 30,983    | –      | –      | –     |
| Totaal                                                 | Totaal                                                                    | 4.340.253 | 100    | 120    | 0     |
| Geregistreerde stemmers / opkomst                      | Geregistreerde stemmers / opkomst                                         | 6.339.729 | 68,46% | –      | –     |
| Bronnen: CEC, The Times of Israel                      |                                                                           |           |        |        |       |

## Benoeming van Netanyahu als formateur
De rechtse partijen en de twee ultraorthodoxe partijen hebben samen samen 65 zetels, waardoor de Likud de beste kansen had om een coalitie te vormen. Deze partijen adviseerden president Rivlin ook om aan Netanyahu de opdracht te geven om een coalitie te vormen. De aanbevelingen van de partijen aan de president Rivlin waren dit jaar live te volgen op de Israëlische televisie, om de transparantie van de politieke besluitvorming te vergroten. Woensdag 17 april kreeg Netanyahu officieel van Rivlin de opdracht om een coalitie te vormen. De termijn die de Israëlische wet hiervoor in eerste instantie geeft is 28 dagen, maar deze kan verlengd worden en werd met twee weken verlengd tot 29 mei 2019. Ook dat had verlengd kunnen worden, maar dat is niet gebeurd. In plaats daarvan is de 21e Knesset op 29 mei ontbonden.

### Pogingen om een meerderheidscoalitie te vormen
Netanyahu slaagde er dit jaar niet in om zowel de ultraorthodoxe partijen Shas en VTJ als Israel Beitenu voor de coalitie te winnen. Want hoewel Israel Beitenu van Avigdor Lieberman voor de benoeming van Netanyahu als formateur was, stelde deze partij wel als voorwaarde voor deelname aan de coalitie dat het wetsvoorstel over de dienstplicht van yeshiva-studenten ongewijzigd zou worden aangenomen, terwijl Shas en VTJ juist als voorwaarde voor deelname aan de coalitie stelden dat dit wetsvoorstel zou worden aangepast. Als Israel Beitenu niet aan de coalitie deel zou nemen zou de coalitie nog maar 60 zetels hebben, oftewel precies 50% van de Knessetzetels, wat een smallere basis voor een regering was dan voor de verkiezingen, toen de coalitie nog 61 zetels telde. Avigdor Lieberman wou dan ook meteen nieuwe verkiezingen als de formatie niet lukte en niet dat president Rivlin een ander Knessetlid de opdracht zou geven om een coalitie te vormen. Benny Gantz en andere parlementariërs wouden wel dat president Rivlin een ander Knessetlid die opdracht zou hebben gegeven, maar het zag er niet naar uit dat hij wel een meerderheid had kunnen krijgen, omdat o.a. Shas, VTJ, Israel Beiteinu al hebben gezegd dat ze geen regering met Blauw-Wit wouden vormen en Blauw-Wit zelf de Likoed heeft uitgesloten zolang Netanyahu daar de belangrijkste persoon is, omdat Netanyahu zich in oktober moet verdedigen in drie rechtszaken over mogelijke corruptie. Een laat aanbod van de Likud aan de Arbeidspartij om aan de coalitie deel te nemen, waarbij deze partij vier portefeuilles zou krijgen, waaronder die van Financiën, werd afgewezen. De Likud (35 zetels), Shas (8 zetels), VTJ (8 zetels) en de Unie van Rechtse Partijen (5 zetels) hadden samen 56 zetels. Kulanu (4 zetels) wou alleen aan een coalitie deelnemen als die ten minste 61 zetels telt.

## Ontbinding van de 21e Knesset
Terwijl Likud nog gesprekken voerde met mogelijke coalitiepartners werkte Likud ook aan een plan om de Knesset te ontbinden als de onderhandelingen niets op zouden leveren. Een voorontwerp van een wetsvoorstel ingediend door Miki Zohar (Likud) om de 21e Knesset te ontbinden haalde op 27 mei 2019 in de plenaire vergadering van de Knesset een meerderheid van 65 tegen 43 met 6 onthoudingen van stemming (van Hadash-Ta'al), waardoor nieuwe verkiezingen voor de 22e Knesset waarschijnlijker werden, die dan binnen negentig dagen gehouden zouden moeten worden. Voordat de 21e Knesset echt ontbonden zou worden, zouden nog drie lezingen van het wetsvoorstel door de Knesset goedgekeurd moeten worden, omdat er nog geen regering was, en een wetsvoorstel dan alleen als "private law" kon worden aangenomen en dan moeten drie lezingen goedgekeurd worden. Op dinsdag 28 mei werd de eerste lezing voor de ontbinding van de 21e Knesset met een meerderheid van 66 tegen 44 met 1 onthouding van stemming goedgekeurd door dezelfde 21e Knesset. De datum voor de verkiezingen voor de 22e Knesset werd voorlopig vastgesteld op 17 september 2019. Een commissie van de 
Knesset, voorgezeten door Miki Zohar bereidde de tweede en derde lezing voor waar de Knesset op 29 mei voor 23:59 u Israëlische tijd over zou kunnen stemmen. Op dat tijdstip liep ook de termijn af die aan Netanyahu gegeven was om een coalitie te vormen.  De tweede en de derde, identieke lezing van de wet voor de ontbinding van de 21e Knesset werden 29 mei bij twee mondelinge stemmingen met een ruime meerderheid aangenomen (74-45). Behalve de parlementariërs van Likud, Israel Beitenu, Shas, VTJ, Kulanu, de Unie van Rechtse partijen en drie parlementariërs van Kulanu stemden ook Ḥadash-Ta'al en Ra'am-Balad voor de wet. Eén parlementariër van Kulanu was afwezig. De parlementariërs van Blauw-Wit, de Arbeidspartij en Meretz stemden tegen. Het is de eerste keer in de parlementaire geschiedenis van Israël dat er twee verkiezingen in één jaar plaatsvinden.

## De grootste partijen die aan de verkiezingen hebben deelgenomen
| Verkiezingen voor de 21e Knesset (2019)                                | Verkiezingen voor de 21e Knesset (2019) | Verkiezingen voor de 21e Knesset (2019) | Verkiezingen voor de 21e Knesset (2019) | Verkiezingen voor de 21e Knesset (2019) | Verkiezingen voor de 21e Knesset (2019)   | Verkiezingen voor de 21e Knesset (2019)    | Verkiezingen voor de 21e Knesset (2019)                 | Verkiezingen voor de 21e Knesset (2019) |
| Hebreeuwse naam van de partij                                          | Nederlandse transcriptie                | betekenis van de naam | politiek leider                         | foto                                    | aantal zetel in de 20e Knesset maart 2015 | aantal zetels in de 20e Knesset maart 2019 | het behaalde aantal zetels in de 21e Knesset april 2019 | verschil met de 20e Knesset             |
| ---------------------------------------------------------------------- | --------------------------------------- | --- | --------------------------------------- | --------------------------------------- | ----------------------------------------- | ------------------------------------------ | ------------------------------------------------------- | --------------------------------------- |
| (Ha-) Likud                                                            | (ha-) Likoed                            | De Unie [van een paar partijen, die in de jaren voor 1973 samen "het Blok" heetten] | Benjamin Netanyahu                      |                                         | 30                                        | 30                                         | 35                                                      | +5                                      |
| Kaḥol-Lavan                                                            | Kachol-lavan                            | Blauw-Wit | Benny Gantz                             |                                         | 11                                        | 11                                         | 35                                                      | +24                                     |
| Shas (Shomrei Sfarad)                                                  | Sjaas (Sjomree Sfarad)                  | 'Sefardiem die zich aan de Thora houden' of 'Sefardische Thora-wachters' | Aryeh Deri                              |                                         | 7                                         | 7                                          | 8                                                       | +1                                      |
| Yahadut Hatorah Hameuḥedet                                             | Jahadoet ha-Tora ha-Meoechèdèt          | Het Verenigde Thora-jodendom | Ya'akov Litzman                         |                                         | 6                                         | 6                                          | 8                                                       | +2                                      |
| Ḥadash-Ta'al                                                           | Chadasj-Ta'al                           | Ḥadash betekent 'Nieuw'; Ta'al is een afkorting voor Tnu'a Aravit LeHithadshut (Arabische Beweging voor Vernieuwing)                                                                   | Ayman Odeh                              |                                         | 6                                         | 5                                          | 6                                                       | 0 t.o.v. 2015; +1 t.o.v. maart 2019     |
| Mifleget Ha'avoda Hayisraelit                                          | Miflègèt ha-Avoda ha-Israëliet          | De Israëlische Arbeidspartij | Avi Gabbai                              |                                         | 19                                        | 19                                         | 6                                                       | -13                                     |
| Yisrael Beitenu                                                        | Jisrael Beeténoe                        | Israël ons Huis | Avigdor Lieberman                       |                                         | 6                                         | 5                                          | 5                                                       | -1 t.o.v. 2015; 0 t.o.v. maart 2019     |
| Iḥud Miflagot ha-Yamin                                                 | Iechoed Miflagot ha-Jamien              | Unie van Rechtse Partijen | Rafi Peretz                             |                                         | 8                                         | 5                                          | 5                                                       | -3 t.o.v. 2015; 0 t.o.v. maart 2019     |
| Meretz                                                                 | Mèrèts                                  | Vitaliteit | Tamar Zandberg                          |                                         | 5                                         | 5                                          | 4                                                       | -1                                      |
| Kulanu                                                                 | Koelanoe                                | Wij Allen | Moshe Kachlon                           |                                         | 10                                        | 10                                         | 4                                                       | -6                                      |
| Ra'am-Balad                                                            | Ra'am-Balad                             | Ra'am is een afkorting voor HaReshima HaAravit HaMe'uhedet ('De Verenigde Arabische Lijst'); Balad is een afkorting voor Brit Le'umit Demokratit ('Nationale Democratische Alliantie') | Mansoer Abbas                           |                                         | 7                                         | 8                                          | 4                                                       | -3 t.o.v. 2015; -4 t.o.v. maart 2019    |
| Hayamin Heḥadash                                                       | Ha-Jamien hè-Chadasj                    | Het Nieuwe Rechts | Naftali Bennett                         |                                         | 0                                         | 3                                          | 0                                                       | 0 t.o.v. 2015; -3 t.o.v. maart 2019     |
| Zehut                                                                  | Zehoet                                  | Identiteit | Moshe Feiglin                           |                                         | 0                                         | 0                                          | 0                                                       | nieuw                                   |
| Mifleget Gesher                                                        | Miflègèt Gèsjèr                         | De Brugpartij | Orly Levy                               |                                         | 0                                         | 1                                          | 0                                                       | 0 t.o.v. 2015; -1 t.o.v. maart 2019     |
| partij in de 20e Knesset die niet meedeed aan de verkiezingen van 2019 |                                         | |                                         |                                         |                                           |                                            |                                                         |                                         |
| Hatnuah                                                                | ha-Tnoe'ah                              | De Beweging | Tzipi Livni                             |                                         | 5                                         | 5                                          | n.v.t.                                                  | -5                                      |
| totale aantal zetels in de Knesset                                     |                                         | |                                         |                                         | 120                                       | 120                                        | 120                                                     | 0                                       |